# Словенци у Италији
Словенци у Италији (словен. Slovenci v Italiji, итал. sloveni in Italia) грађани су Италије словеначког поријекла или људи рођени у Словенији који живе и раде у Италији. Процјењује се да у Италији живи од 50.000 до 100.000 Словенаца. Углавном живе у пограничном дијелу аутономне регије Фурланија — Јулијска крајина, на површини од 1511 км² и у 36—52 општине.
Словенци су се доселили у те крајеве у 7. вијека и неколико вијекова су били поданици аквилејски патријарха и горишких грофова. Од 15. вијека па до распада Аустроугарске, подручје је било под аустријском влашћу. Становници Фурланске Словеније су се први пут нашло на граници 1866, када је подручје припало новоформираној Краљевини Италији. Већи дио словеначке заједнице дошао је под италијанску власт послије Првог свјетског рата и анексије Аустријско приморја. Након потписивања Рапалског споразума 1920, око 325.000 Словенаца се нашло у Краљевини Италији, од којих је око 130.000 живјела на територији која је и послије Другог свјетског рата остала у саставу Италије. Према италијанским процјенама из 1981, у Италији је живјело 61.367 Словенаца. Према процјенама Милан Буфон, у Италији је 2010. живјело око 50.000 Словенаца.
Словеначка заједнице у Фурланији — Јулијској крајини углавном живи у урбаним срединама, али су задржали свој аграрни карактер у залеђу већих градова. Словенци у округу Удине су били слабо препозната заједница и нису били званично признати до усвајања Закона о заштити словеначке мањине 2001, док Словенци у Горици и Трсту имају боље организован живот. Трст је културно, привредно и политичко језгро словеначке заједнице у Италији, а добро развијене институције постоје и у Горици.
Словеначка заједница у Италији данас је заговорник међудржавне сарадње и привреде и носилац регионалног развоја у пограничном подручју. То посебно важи за округе Трст и Горица, гдје граница пролази кроз густо насељену, привредно и инфраструктурно развијену регију. Словеначка заједница у Италији је највећа и најбоље организована међу словеначким заједницама у сусједним земљама, али се и даље бори са демографским падом, убрзаном и тихом асимилацијом, политичким споровима и слабом привредном.

## Територије
Словеначка национална заједница је аутохтона на пограничном подручју Словеније и италијанске регије Фурланије — Јулијске крајине, која је уједно и спој различитих географских цјелина Фурланске низије, Алпа и и узвишеног предалпског свијета. То су насеља (Каналска долина, Резија, Фурланска Словенија (обухвата Терску и Надишке долине) Горица и Трст) која се разликују по географском и друштвено-политичком значају словеначке мањине. Сјеверни дио, који административно припада округу Удине, планински је и тешко приступачан, а словеначка заједница на овом подручју је најслабија, историјски је била изложена већем политичком притиску и доскора није била званично призната. Словеначка заједница у Горици и Трсту је традиционално и културно језгро мањинске заједница. Читаву заједницу тако чине различите групе, која су се окупиле под ознаком „Приморски Словенци” тек након Рапалског споразума 1920. године. До друге половине 19. вијека живот на селу и дуж неразвијених подручја јадранске обале карактерише пољопривреда дјелатност и снабдијевање градских насеља (углавном Трста и Горице) пољопривредним производима. Словенци су одувијек били мањина у градским центрима Трста и Горице.

### Каналска долина
Каналска долина је уска долина у Карнијским Алпима, недалеко од тромеђе Италије, Словеније и Аустрије. Словеначка племена су се доселила у долину са истока — из правца Љубљанске котлине. На то подручје су се Словенци концентрисано досељавали све до почетка индустрије гвожђа, када су становници германског и романског поријекла почели да се досељавају због привредних погодности и добре саобраћајне доступности. Савремени културни тренд је истицање мултикултуралног идентитета (италијанског, германског, фурланског и словеначког), а томе се прилагођава и словеначког културно друштво Планика у Укви.
Данас у Каналској долини живи око 1200 Словенца, који чине само 3% становништва. Центри су насеља Укве, Наборјет — Овчја Вас.

### Резија
Резија је слабо приступачна котлина, рељефно отворена само на западу и долину Беле, док је са истока окружена планинским вијенцем Канин, а са југа гребеном Мужцева. Због ограничених контаката са другим словенским групама, заједница која ту живјела развијала је посебан резијски дијалекат, што је навело италијанску политичку да заједницу означи као словенску етничку скупину, која је била Русима него Словенцима. Иако је италијанска имиграција била ограничена због лоше приступачности и привредног потенцијала долине, историјски политички притисци довели су до тога да се многи становници данас идентификују као Италијани. Словеначку културу његује културно друштво Розајански дум.
Према процјенама стручњака, становници словеначког поријекла чини до 98% од укупног броја од око 1100 ставника.

### Фурланска Словенија
Подручје историјске Фурланске Словеније обухвата Терску и Надишке долине. Због рељефних баријера, долине су међусобно слабо повезане, нарочито Терска, будући да немају заједничко средиште, за разлику од Недишке долине, које у свом дну повезују Шпетер Словенов и Чедад као културна средишта Словенаца. Насеља у овој области су демографски релативно компактна, али географски распршена због топографије. Овдје живи више од 15.000 Словенаца и још неколико хиљада у сусједној Фурланској низији, која је подручје новијег насељавања Словенаца, углавном из Фурланске Словеније. Током Хладног рата, словеначка заједница Фурланске Словеније је означена као пета колона комунистичке Југославије и као таква је доживјела интензивне денационализационе притиске, између осталих и од паравојне организације Гладио. Данас је, према закон о заштити словеначке мањине из 2001, и мјесна заједница призната као аутохтона мањина. У Чедаду се издаје словеначки недјељник Нови Матајур, а у Шпетеру Словеновом постоје културна друштва и словеначки школски центар.

### Горица и залеђе
Подручје Горишке је прелазни предио између низијске Фурланије и узвишених предалпа, а у Горишким брдима и сјеверозападним падинама Краса налази се аутохтона словеначка заједница од око 12.000 становника. Подручје је индустријски развијено и значајно за саобраћајне везе. У традиционално мултикултуралној Горици живи око 6000 (око 18%; према неким словеначким ауторима више од 18.000) Словенаца, а насеље је иначе културно и политичко средиште заједнице у истоименом округу, која поред гранских културних друштава и образовних установа располаже и са финансијском установом KB 1909 итд.

### Трст и залеђе
Подручје Трста обухвата уски појас висине до 200 м висоравни од Тржича до Трста између Тршћанског залива на југозападу и границе са Словенијом на сјевероистоку. Послије Другог свјетског рата, територија је успостављена као коридор за италијански приступ Трсту. Због добре приступачности и значајних градова у близини, Тршћанска регија је економски и саобраћајно боље развија од сјевернијих области у којима је такође присутна словеначка заједница. Област је била привредно добро развијена већ у Аустријском царству, затим у Аустроугарској монархији, а под италијанском влашћу наставила је да се развија због свог политичког значаја, чак и ако је била одвојена од свог природног залеђа, матичног краша. Трст, као средиште округа, важан је привредни, политички и културни центар Фурланије — Јулијске крајине, као и језгро цјелокупне словеначке заједнице у Италији. За разлику од Трста, у коме је словеначка заједница одувијек била у мањини, његово залеђе је било подручје традиционалног компактног словеначког живља, уско везано за приморски град. Етнолошке посебности рибара између Трста и Штивана (посебно чупе) данас доказују дуго присуство Словенаца у Тршћанском заливу и њихов историјски излаз на море. Догађаји након Другог свјетског рата, вођени планирањем досељавањем истарских избјеглица (езули), промијенили су демографски профил подручја. Данас у Трсту живи више од 15.000 Словенаца (око 8% цјелокупне популације; према неким процјенама словеначких аутора више од 40.000), а око 10.000 у његовом залеђу.
Сједиште кровне организације словеначке заједнице у Италији, Словеначког културно-привредног савеза и Савјета словеначких организације, налази се у Трсту. Ту су и редакција Приморског дневника и словеначке редакције при регионалној канцеларији РАИ, као и образовне институције, културне и привредне установе.